# Про 14
Про 14 је друго по квалитету светско клупско рагби такмичење иза Супер рагбија. У "Про 14" учествују два тима из Италије, два тима из Јужноафричке Републике, два тима из Шкотске, четири тима из Велса, три тима из Републике Ирске и један тим из Северне Ирске.

## Историја
Рагби јунион је национални спорт у Велсу, а у Јужној Африци, Северној Ирској, Републици Ирској, Италији и Шкотској је међу најпопуларнијим екипним спортовима. До сада су највише успеха имале ирске провинције. Лига је основана 2001. под називом "Келтска лига", у њој су учествовали ирски, шкотски и велшански тимови, а 2010. прикључили су се италијански тимови. 2017. су се придружили јужноафрички тимови.
Списак шампиона
2001/2002. Ленстер 
2002/2003. Манстер 
2003/2004. Скарлетс 
2004/2005. Оспрејс 
2005/2006. Алстер 
2006/2007. Оспрејс 
2007/2008. Ленстер 
2008/2009. Манстер 
2009/2010. Оспрејс 
2010/2011. Манстер 
2011/2012. Оспрејс 
2012/2013. Ленстер 
2013/2014. Ленстер 
2014/2015. Глазгов 
2015/2016. Конот 
2016/2017. Скарлетс 

## О лиги
Такмичење се игра од септембра до маја, а клубови су подељени у две конференције. Тим игра против тимова из своје конференције два пута, а против тимова из друге конференције једном. После лигашког дела игра се плеј оф.
Конференција А
- Манстер
- Читаси
- Глазгов
- Конот
- Кардиф
- Зебре
- Оспрејси

Конференција Б
- Алстер
- Ленстер
- Скарлетси
- Бенетон
- Единбург
- Дрегонси
- Садерн кингси

Играч сезоне
2009-2010 Томи Боув
2010-2011 Руан Пиенар
2011-2012 Тим Визер
2012-2013 Ник Вилијамс
2013-2014 Ден Бигар
2014-2015 Рис Веб
Највише есеја у историји Про 12
Томи Боув 56 есеја
Највише поена у историји Про 12
Ден Паркс 1582 поена
Највише утакмица у историји Про 12
Мајкл Свифт 185 утакмица
Највише поена у једној сезони Про 12
Фелипе Контепоми 276 поена
Највише есеја у једној сезони Про 12
Тим Визер 14 есеја